# Стеклянный дом (фильм, 2001)
«Стеклянный дом» (англ. The Glass House) — американский триллер 2001 года с Лили Собески в главной роли. Премьера фильма состоялась спустя три дня после 11 сентября.

## Сюжет
После гибели родителей брат и сестра Руби и Ретт остались на попечении их лучших друзей, не имеющих своих детей — Эрин и Терри Гласс, у которых очень красивый и необычный дом в Малибу. Скоро внимательная Руби замечает странности в поведении его хозяев и понимает, что не такие они добрые и отзывчивые, какими кажутся на первый взгляд. Кроме того, их странное поведение ведёт к прошлому самих Руби и Ретта.

## В ролях
| Актёр             | Роль        |
| ----------------- | ----------- |
| Лили Собески      | Руби Бейкер |
| Дайан Лейн        | Эрин Гласс  |
| Стеллан Скарсгард | Терри Гласс |
| Кэти Бейкер       | Нэнси Рейн  |
| Тревор Морган     | Ретт Бейкер |
| Крис Нот          | дядя Джек   |
| Майкл О’Киф       | Дейв Бейкер |
| Рэйчел Уилсон     | Ханна       |
| Чайна Шейверс     | И Би        |